# Kanton Le Port
Le Port is een kanton van het Franse overzeese departement Réunion. Het kanton maakt deel uit van het arrondissement Saint-Paul. In 2021 telde het 33.336 inwoners.
Het kanton werd gevormd ingevolge het decreet van 24 februari 2014, met uitwerking op 22 maart 2015, met Le Port als hoofdplaats. 

## Gemeenten
Door de samenvoeging van de opgeheven kantons Le Port-1 en Le Port-2 omvat het kanton de gehele gemeente Le Port.